# Новомуслюмово
Новомуслюмово (баш. Яңы Мөслим) — село в Мечетлинском районе Республики Башкортостан. Согласно переписи населения 2020 года население составляло 850 человек.
Входит в состав Большеустьикинского сельсовета. До 2008 года являлось административным центром Новомуслюмовского сельсовета.

## История
Считается, что село основано мишарями на основании договоров с башкирами Дуванской волости о припуске в 1782 г. Видимо, деревню основали выходцы из д. Муслюмово Шадринского уезда Пермской губернии (ныне Челябинская область).
По убеждению жителей села, его основали выходцы из села Муслюмово из Татарстана после того, как императрица Елизавета Петровна издала указ от 8 августа 1750 года, который расширил политику насильственного крещения и вынудил татар переселяться. Так переселенцы из Муслюмово обосновались на землях нынешней Республики Башкортостан, на берегу реки. Реку назвали Ик (Эк), а село Новомуслюмово (Яңа Мөслим). Река в Татарстане у которой расположено село Муслюмово, также называется Ик.

## Население
| 1939  | 1959  | 1970  | 1979  | 1989  | 2002  | 2009  |
| ----- | ----- | ----- | ----- | ----- | ----- | ----- |
| 1463  | ↘1077 | ↗1490 | ↘1277 | ↘1082 | ↘1072 | ↗1085 |
| 2010  |       |       |       |       |       |       |
| ↘1063 |       |       |       |       |       |       |

Жители — преимущественно татары (68 %) башкиры (32 %) . Распространён златоустовский говор среднего (казанский диалект) диалекта татарского языка..

## Географическое положение
Расстояние до:
- районного центра (Большеустьикинское): 12,4 км,
- центра сельсовета (Большеустьикинское): 12,4 км,
- ближайшей ж/д станции (Ункурда): 93 км.
- расположено около реки Ик, в 297 км от Уфы.

## Экономика и социальная сфера
Функционируют средняя школа, детский сад «Кугарчен», фельдшерско-акушерский пункт.

## Религия
В селе есть мечеть.

## Известные уроженцы
- Рифкат Исрафилов (род. 1941) — актёр, театральный режиссёр и педагог, Народный артист РСФСР (1989). Лауреат Государственной премии России (1995) и премии БАССР им. Салавата Юлаева. Заслуженный деятель искусств РСФСР, БАССР, Татарстана, Северной Осетии.
- Зилара Хасанова (род. 1935) — физиолог растений, член-корреспондент АН РБ (1995), доктор наук (1992), профессор (1993), заслуженный деятель науки РБ (1997).

## Достопримечательности
- Фазыл-чишма — родник.
- Мунчуги — горы.